# Pépin le Bref
Pour les articles homonymes, voir Pépin, Pépin III et Bref.
Pépin III, dit « le Bref », né en 714 et mort le 24 septembre 768 à Saint-Denis, près de Paris, est roi des Francs de 751 à 768. Issu de la famille noble franque que l'on appellera les Pépinides, maires du palais de père en fils et véritables détenteurs du pouvoir sous les derniers Mérovingiens, il sera le seul maire du palais à s'être proclamé roi, en renvoyant au monastère le dernier roi mérovingien Childéric III, créant ainsi une dynastie, les Carolingiens. Il est le fils de Charles Martel et le père de Charlemagne.

## Biographie
Né peut-être à Jupille (en raison de la présence possible d'une résidence des souverains carolingiens près de Liège où serait mort son grand-père Pépin de Herstal), il est le fils cadet de Charles Martel et de Rotrude (690C-724).
Il semblerait que son surnom, apparu assez tard dans l'historiographie (il est mentionné par le moine de l'abbaye bénédictine de Saint-Gall, Notker le Bègue, vers la fin du IXe siècle et devient général chez tous les auteurs à partir du XIe siècle), soit dû à sa petite taille, « bref » signifiant « court » à l'époque.
Les chroniques de l'époque donnent peu de renseignements sur sa jeunesse. L'hagiographe Alcuin, dans sa Vita Willibrordi, précise que Pépin est confié aux moines de Saint-Denis. Alors que son frère aîné Carloman accompagne Charles Martel pour participer à ses campagnes militaires, Pépin, même s'il est destiné à recevoir en partage la mairie du royaume franc, est plus dédié à la religion, grâce à ces moines qui l'éduquent dans la piété et lui donnent une certaine érudition.
Vers 738, Pépin est envoyé par son père à la cour du roi lombard Liutprand qui devait l'adopter par les armes ; selon Paul Diacre, Liutprand, suivant la coutume de sa nation, lui coupa des boucles de cheveux en signe d'adoption.

### Maire du palais avec Carloman

#### Le partage de l'héritage de Charles Martel
En cette période de décadence de la dynastie mérovingienne, les rois légitimes n'ont plus aucune autorité : les vrais dirigeants de l'État sont les maires du palais, en particulier lorsqu'il s'agit d'hommes énergiques, comme Charles Martel.
À sa mort, en 741, sa charge de maire du palais est partagée, selon la tradition franque, entre ses deux fils. L'aîné Carloman, devient maire du palais d'Austrasie et obtient l'Alémanie et la Thuringe, Pépin devient maire du palais de Neustrie et garde la Provence et la Bourgogne. Griffon, le troisième fils de Charles Martel, né de Swanahilde, une épouse bavaroise de second rang, n'obtient que quelques comtés. Pépin et Carloman font enfermer Griffon au château de Chèvremont, près de Liège.
En 742, les deux frères redéfinissent à Vieux-Poitiers leurs parts respectives et remettent en question les limites traditionnelles des royaumes francs.
Pépin et Carloman luttent tout d'abord pour ramener la stabilité aux marges du royaume. Ils doivent faire face à des velléités d'autonomie sinon d'indépendance des Aquitains alliés aux Vascons, des Bavarois et des Alamans. Le duc de Bavière, Odilon, avait épousé malgré leur opposition leur sœur Hiltrude et s'était allié au duc d'Aquitaine Hunald Ier. Odilon, malgré l'aide des Saxons, est vaincu sur le Lech en 743. Carloman lui enlève le Nordgau, mais ne le prive pas de son duché. L'Irlandais Virgile, nommé évêque de Salzbourg, s'occupe de surveiller les Bavarois. De son côté, Hunald Ier, vaincu en 742 et en 745, doit renoncer à son duché d'Aquitaine et de Vasconie et se retirer à l'île de Ré. Il est remplacé par son fils Waïfre, qui donne encore du fil à retordre à Pépin. À l'est, l'aristocratie des Alamans est massacrée à Cannstatt sur le Neckar en 746. Leur duché est démembré et leur territoire confié à deux comtes francs, Warin et Ruthard.

#### Le soutien à la réforme de l'Église

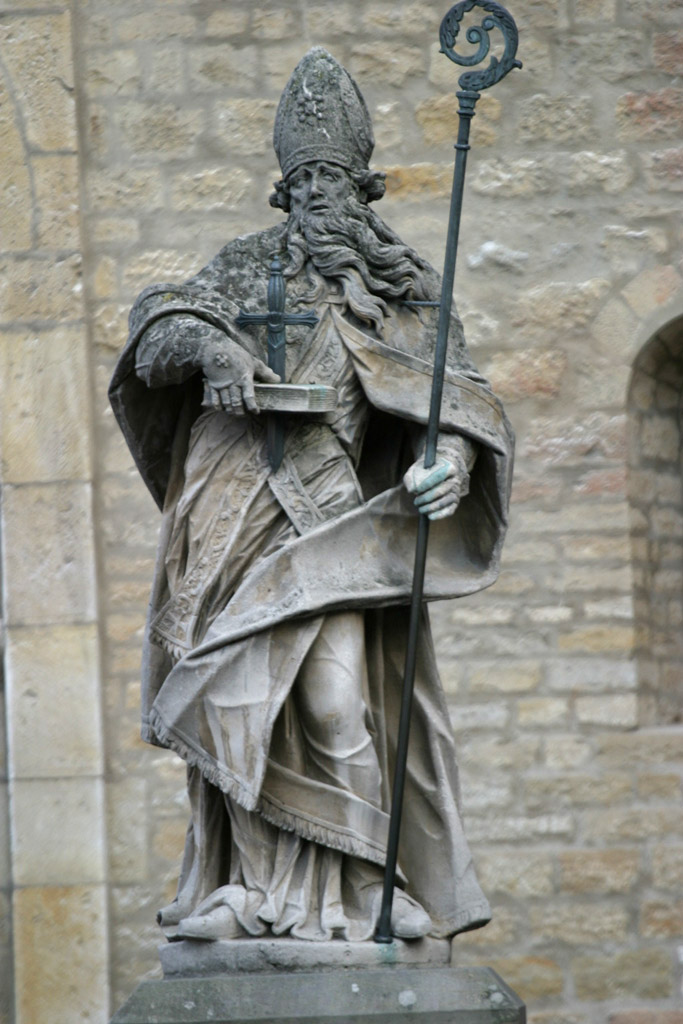
Statue de Boniface (Mayence).

Ils entament ensuite une réforme de l'Église, avec l'aide de l'évêque Boniface de Mayence ; ce dernier estimait en effet que le clergé était devenu incapable et débauché :
Les conciles, assemblées du clergé au cours desquelles étaient prises des décisions d'ordre disciplinaire ou théologique, n'étaient plus réunis depuis longtemps. D'autre part, l'Église franque se plaint d'avoir été spoliée par Charles Martel.
Des conciles sont organisés dès les premières années :
- le premier par Carloman en 21 avril 742, appelé Concilium Germanicum (concile germanique), a lieu en Austrasie peut-être à Cologne[17] ;
- le second également par Carloman, en mars 743 aux Estinnes[18] ;
- le troisième par Pépin, en mars 744 à Soissons en Neustrie, où sont reprises et complétées les décisions adoptées lors des deux premiers conciles[19].

Cette réforme met en place une nouvelle hiérarchie au sein du clergé franc, à la tête de laquelle on trouve saint Boniface (680-754), l'évangélisateur de la Germanie, comme dirigeant des différents évêques répartis dans différentes villes du royaume. Les prêtres indignes sont destitués. Pépin décide de restituer les terres accaparées par son père en précaire à la demande du roi selon la precaria verbo regis.
En outre, Pépin soutient les tentatives de saint Boniface pour évangéliser les Germains d'au-delà du Rhin, principalement dans l'espoir que la conversion des turbulents voisins du royaume franc permette de pacifier les frontières et d'en préparer l'annexion future. Dans le cadre de ce soutien, le siège épiscopal de Mayence est érigé en métropole de la nouvelle Église germanique, qui est ainsi rattachée dès sa naissance à l'Église franque.

#### La crise de 743
En 743, Pépin et Carloman libèrent le mérovingien Childéric III du monastère où il avait été enfermé par Charles Martel, et lui permettent d'occuper le trône dont leur père l'avait évincé. Son retour est motivé par la coalition formée par Griffon, le duc Odilon de Bavière, le duc d'Aquitaine Hunald Ier et celui d'Alémanie, Théodebald. Ces derniers réagissent mal à l'élimination politique de Griffon (demi-frère de Pépin et Carloman) et contestent la légitimité des Pépinides. Après plusieurs campagnes militaires et le rétablissement de Childéric III, Pépin et Carloman trouvent le moyen de les calmer pendant un moment.
En 744, Pépin épouse Bertrade de Laon traditionnellement appelée « Berthe au Grand Pied », fille de Caribert, comte de Laon. Elle lui donne plusieurs héritiers dont le futur empereur Charlemagne.

#### L'éviction du dernier mérovingien
En 747, son frère Carloman, choisissant la vie monastique en Italie (au monastère du Mont-Cassin), cède la mairie d'Austrasie à son fils Drogon sous la régence de Pépin. Pépin écarte Drogon et devient alors le seul dirigeant effectif de tout le royaume franc. Dès lors, il va tout faire pour se débarrasser de Childéric III, le souverain mérovingien dont il dépend officiellement. D'ailleurs, son père, pour prouver l'inutilité des rois mérovingiens, avait laissé vacant le trône après la mort de Thierry IV en 737. Pendant les sept ans qui suivirent, tous les documents officiels furent datés de 737.
En 749 ou 750, Pépin envoie une délégation franque auprès du pape Zacharie, pour lui demander l'autorisation de mettre fin au règne décadent des Mérovingiens, et donc de prendre la couronne à la place de Childéric III. Le pape, qui ne peut plus compter sur l'empereur à Constantinople pour faire barrage aux Lombards et soucieux d'obtenir le soutien du royaume franc en lieu et place, accepte la requête de Pépin en déclarant que « celui qui exerce véritablement le pouvoir porte le titre de roi ». Notifiant son soutien envers le Pippinide, le souverain pontife promulgue une prescription apostolique « afin que l'ordre du monde ne fût pas troublé ».

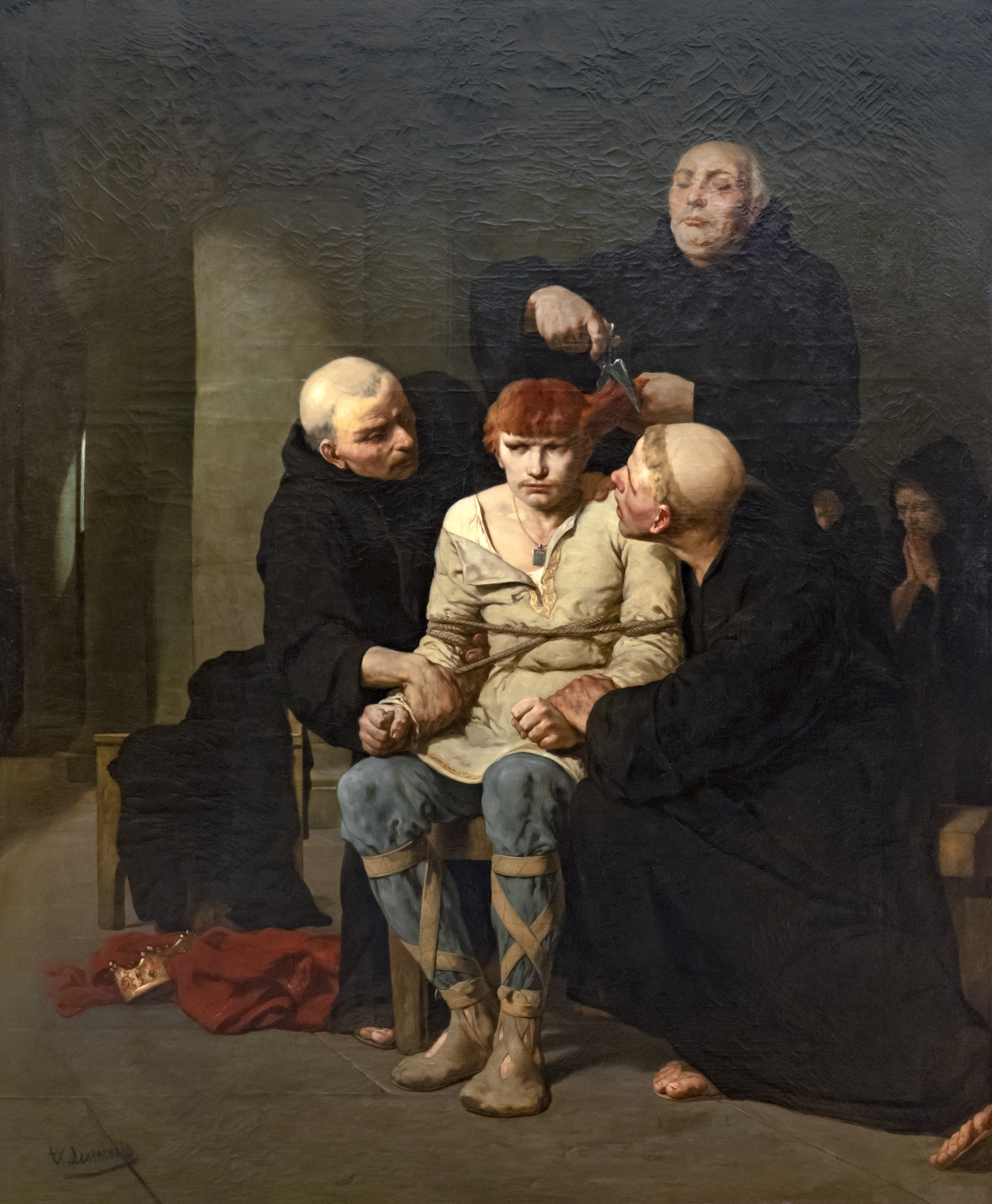
Le Dernier des Mérovingiens selon Évariste-Vital Luminais (1822-1896). Musée des Beaux-Arts de Carcassonne.

En novembre 751, Pépin dépose Childéric III, dernier représentant des « rois fainéants », puis se fait élire roi des Francs, au champ de mai à Soissons. En se faisant acclamer par une assemblée d'évêques, de nobles et de leudes (grands du royaume), Pépin devient donc le premier représentant de la dynastie carolingienne. Cette élection se passe, pour une fois, sans effusion de sang. Après avoir été déposé, Childéric III est tonsuré (il perd les cheveux longs, signe de pouvoir chez les mérovingiens) et va finir ses jours, enfermé au monastère de Saint-Bertin, près de Saint-Omer.

### Roi des Francs

#### L'onction de 751
Mais si Pépin gagne le titre de roi des Francs par son pouvoir et sa reconnaissance par le pape Zacharie en 750, il n'en a pas la légitimité divine, et la rupture politique avec la dynastie mérovingienne en appelle une nouvelle, religieuse celle-là, qui doit faire consacrer par l'Église la succession naturelle de père en fils. Cette continuité est assurée par le sacre royal, dont l'onction puise son symbole dans celle du baptême de Clovis Ier, premier roi franc mérovingien, vers 500, onction qui de ce fait est devenu le sceau d'une alliance particulière entre l'Église et le roi des Francs. L'onction est également une référence aux anciens rois hébreux dans une période alors favorable à l'Ancien Testament.
Là, en novembre 751, à Soissons, après l’élection de Pépin par les Francs réunis, les évêques des Gaules le sacrent au nom de l'Église catholique en lui donnant une onction, marquant son front avec de l'huile, le Saint chrême, pour lui transmettre le Saint-Esprit — comme cela se faisait déjà lors d'une cérémonie chez les rois wisigoths de Tolède ou comme l'onction des rois d'Israël dans la Bible. Par cette onction, peut-être administrée par l'archevêque Boniface de Mayence, le roi des Francs est désormais investi par Dieu d'une mission de protection de l'Église. De plus, le droit divin lui confère une sacralité dont la traduction politique est de « diriger les peuples que Dieu lui confie selon le dogme catholique, au nom de l'Églisе ». Mais cette légitimité a un coût politique, celui de favoriser et d'aider politiquement l'Église et celui qui la dirige, le pape Zacharie, qui avait donné de Rome son assentiment au changement de dynastie.

« Si tu veux savoir, lecteur, à quelle époque ce petit livre a été composé et achevé à la précieuse louange des martyrs sacrés, tu la trouveras en l’année de l’Incarnation du Seigneur 767, au temps du très heureux, très pacifique et catholique Pépin, roi des Francs et patrice des Romains, fils du feu prince Charles de bienheureuse mémoire, en la 16e année de son règne très heureux au nom de Dieu, 5e indiction, et en la 13e année de ses fils, eux-mêmes rois des Francs, Charles et Carloman. Ceux-ci, par les mains du très bienheureux seigneur Étienne, pape de sainte mémoire, furent consacrés rois par le saint chrême, en même temps que leur père susdit le très glorieux seigneur roi Pépin, par la Providence de Dieu et l’intercession des saints apôtres Pierre et Paul.
Car ledit très florissant seigneur Pépin, roi pieux, avait été élevé à la dignité royale trois ans auparavant, par l’autorité et sur ordre du seigneur pape Zacharie de sainte mémoire, par l’onction du saint chrême, reçue des mains des bienheureux prêtres des Gaules, et par le choix de tous les Francs. Par la suite, il fut oint et béni de nouveau comme roi et patrice, avec ses susdits fils Charles et Carloman, au nom de la Sainte Trinité, par les mains du même pape Étienne, en l’église des bienheureux susdits martyrs Denis, Rustique et Éleuthère, dont le vénérable Fulrard est archiprêtre et abbé. Dans cette même église des bienheureux martyrs, en ce même jour, ledit vénérable pontife bénit par la grâce de l’Esprit aux sept formes la très noble, très dévote et très attachée aux saints martyrs Berthe, épouse dudit roi très florissant, revêtue de la robe royale à traîne, et en même temps il confirma de sa bénédiction par la grâce du Saint-Esprit les princes des Francs et il imposa à tous sous peine d’interdit et d’excommunication de ne jamais choisir un roi issu d'autres reins de celui que la divine piété avait daigné exalter, et qu’elle avait décidé, par l’intercession des saints apôtres, le très bienheureux pontife. C’est pourquoi nous avons inséré ces quelques lignes à la dernière page de ce petit livre, à l’attention de votre charité, afin que dans la suite des temps la tradition commune puisse en transmettre à jamais la connaissance aux lignées futures. »

— L’avènement et le sacre de Pépin le Bref d’après la Clausula de unctione Pippini regis.

#### Le soutien à la papauté et la lutte contre les Lombards

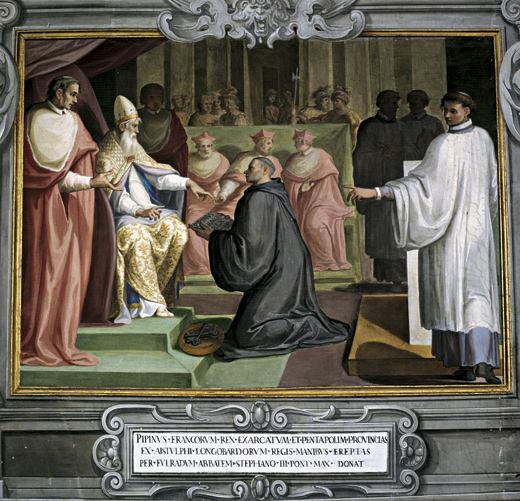
La donation de Pépin au pape Étienne II (pape) (vue d'artiste, vitrail XIXe siècle).

Les conséquences de la querelle des images qui se poursuit avec l'empereur d'Orient, Constantin V, poussent la papauté à s'allier au roi des Francs. Le nouveau pape Étienne II — successeur de Zacharie, mort en 752 — vient, en personne, demander à Pépin son aide militaire contre les Lombards et leur roi Aistulf (aussi écrit Aistulphe ou Astolf), qui menacent Rome. En 753, Pépin le Bref envoie Chrodegang de Metz pour conduire dans le royaume des Francs le pape Étienne II. Le pape Étienne se résout à traverser les Alpes pour solliciter l'aide du roi des Francs (c'est la première fois qu'un pape entreprend pareil voyage), parce qu'il n'a pas d'autre choix. Le protecteur habituel de l'Église, l'empereur byzantin, qui règne à Constantinople sur l'empire romain d'Orient, est en mauvaise posture, et affirme ne pas être en mesure de secourir le pape. Le pape est si satisfait des services de Chrodegang qu'il lui accorde le pallium et le titre d'archevêque.
Le 6 janvier 754, au palais de Ponthion, au sud de la Champagne, le roi Pépin vient au-devant du pape Étienne II et avec déférence, prend la bride de son cheval, reproduisant de la sorte le geste d'allégeance de l'empereur Constantin le Grand à l'égard du pape Sylvestre Ier. À la suite de cet habile acte politique, Étienne II propose à Pépin une alliance par laquelle il confirmerait par un second sacre, fait par lui-même, la grâce divine sur le roi des Francs et sur ses fils. L'accord définitif se fait le 14 avril, jour de Pâques, à Quierzy, sur les bords de l'Oise, entre Chauny et Noyon. Le pape apporte son appui spirituel à Pépin, et ce dernier s'engage à offrir au Saint-Siège un domaine assez grand pour le mettre à l'abri de toute agression.
Un traité est signé, créant les États pontificaux. Il comprend une donation au pape et une contrepartie. La donation, connue sous le nom de donation de Quierzy, attribue au pape l'exarchat de Ravenne, la Corse, la Sardaigne et la Sicile. Mais l'exarchat de Ravenne appartenait à l'Empire romain d'Orient avant l'invasion des Lombards, et la reconquête par Pépin le Bref ; elle ne sera pas reconnue par l'empereur d'Orient et va créer un conflit avec Constantinople. En contrepartie, le pape reconnaît la dynastie carolingienne et approuve la relégation au couvent imposée au dernier roi mérovingien, Childéric III. Cette donation est confirmée en 774, à Rome, par Charlemagne, fils de Pépin.

#### Le sacre de 754 et la création des États pontificaux

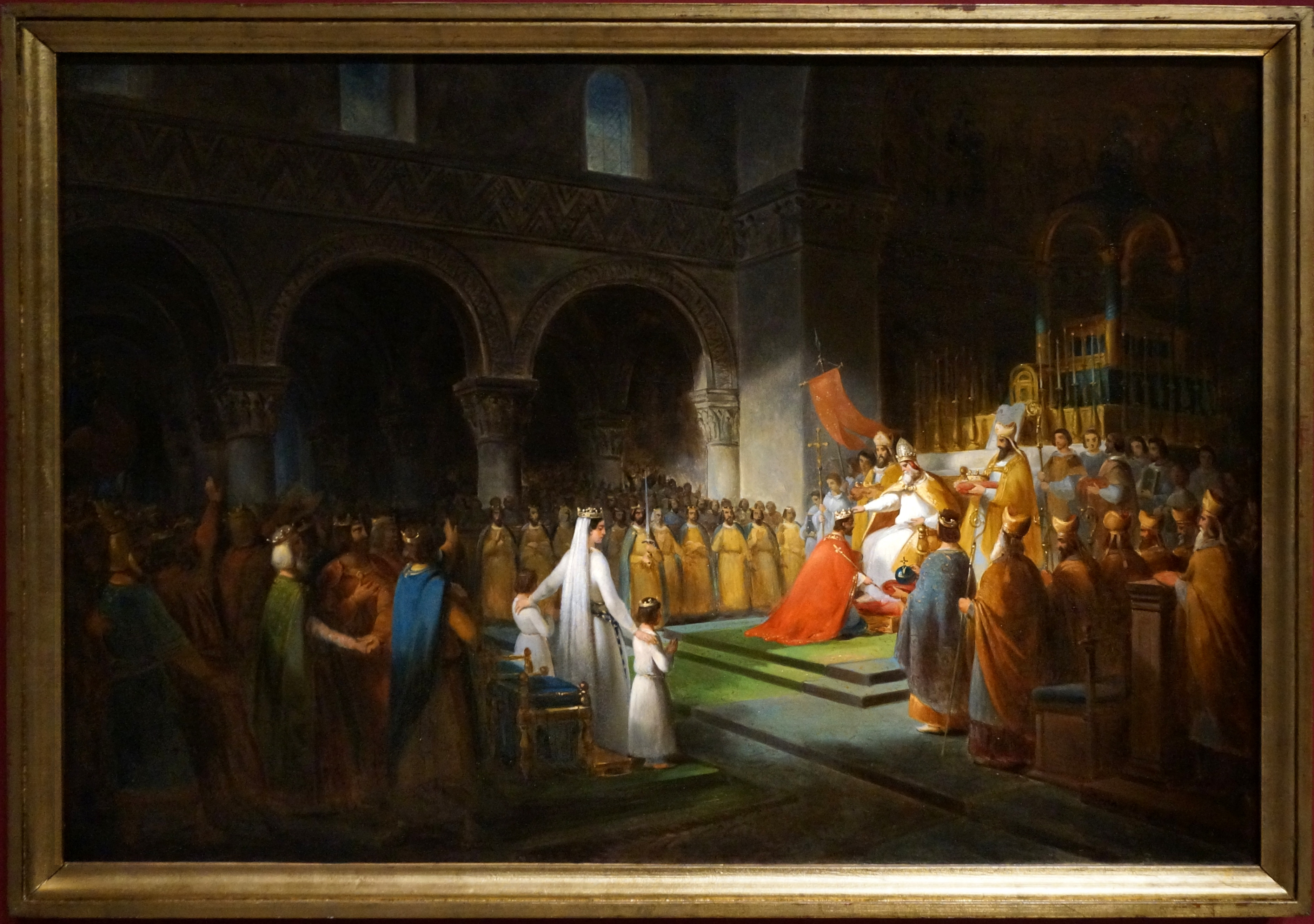
Sacre de Pépin le Bref à Saint-Denis (huile sur toile de François Dubois, 1837).

Le dimanche 28 juillet 754, à l'abbaye royale de Saint-Denis, Étienne II en personne sacre une nouvelle fois Pépin. Il lui confère les titres de roi des Francs et de patrice des Romains (Patricius Romanorum). Les fils et héritiers de Pépin, Carloman Ier et Charlemagne, tous deux futurs rois, sont aussi sacrés par la même occasion. Leur mère, Berthe au Grand Pied, reçoit la bénédiction du souverain pontife. Le pape, par cet acte, établit un lien étroit, mais continu, entre l'onction faite aux rois de l'Ancien Testament et celle des rois de la nouvelle dynastie. Ce sacre marque officiellement la fin de la dynastie mérovingienne et l'avènement de la dynastie des Carolingiens au pouvoir.
En confirmant la royauté de Pépin le Bref sur les Francs et en lui conférant lui-même l'onction, le pape prend aussi ses distances avec l'empereur qui règne à Byzance. Le Saint-Siège s'en remet désormais pour sa sécurité aux souverains francs. C'est le début d'une longue collaboration, souvent orageuse, avec les Carolingiens et leurs lointains héritiers du Saint-Empire romain germanique. Une autre conséquence de ce sacre est que la légitimité du roi des Francs, désormais de droit divin, ne dépend plus exclusivement des seigneurs francs, électeurs de leur roi. Pépin se considère désormais d'abord roi par la volonté de Dieu et le principe de cette royauté de droit divin va durer en France sans interruption pendant onze cents ans. C'est la fondation de la royauté sacrée, où le roi est investi par Dieu et qui durera jusqu’en 1791.
À compter de son sacre, Pépin ne peut plus repousser la demande du pape. Nouveau « David » et premier roi « très chrétien », « par la grâce de Dieu », il a le devoir — en tant que « fils aîné de l'Église », prenant la défense de sa « Sainte Mère » — de rompre l'alliance qui le lie aux Lombards. L'envoi d'une délégation auprès des Lombards, le 14 octobre 754, ne suffit pas à calmer leurs revendications. Aussi, en 755, Pépin lance-t-il contre eux une première expédition victorieuse. Mais l'année suivante, les Lombards assiègent Rome. De 756 à 758, Pépin doit lancer trois campagnes (couronnées de succès) pour parvenir à les repousser hors de l'exarchat de Ravenne.
À l'issue de ces expéditions, Pépin le Bref confie au pape les territoires conquis, soit vingt-deux villes de l'Italie centrale, dont Ravenne, Pérouse et les provinces d'Émilie et de la Pentapole qui viennent s'ajouter à Rome. Cet ensemble va former le noyau des États pontificaux (voir l'article connexe la donation de Pépin). Néanmoins, après cette victoire, il multiplie les efforts diplomatiques pour tenter de rétablir un semblant de paix entre les Lombards et Rome.

#### La consolidation du royaume

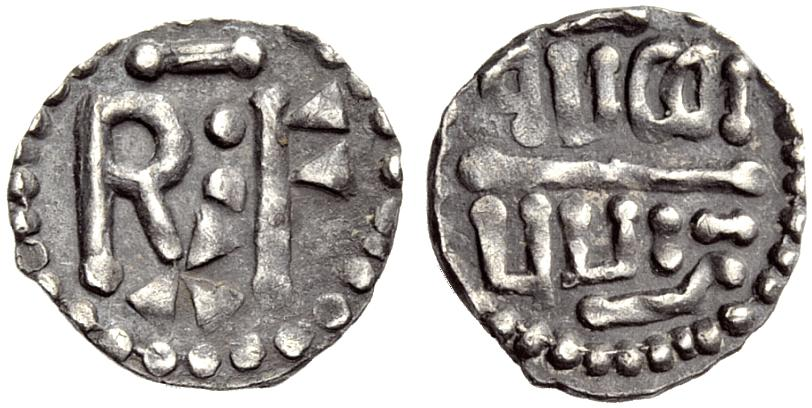
Denier de Pépin le Bref. vers 754-768.

Sous son règne, Pépin remet de l'ordre dans son royaume :
- avec les grands seigneurs, il étend les rapports vassaliques par des serments de fidélité ;
- il travaille à chasser définitivement les Arabes de la Septimanie, province méridionale du royaume franc, tâche achevée en 759 avec la prise de Narbonne ;
- il reprend l'Aquitaine après une longue série de campagnes contre le duc d'Aquitaine Waïfre de 760 à 768.

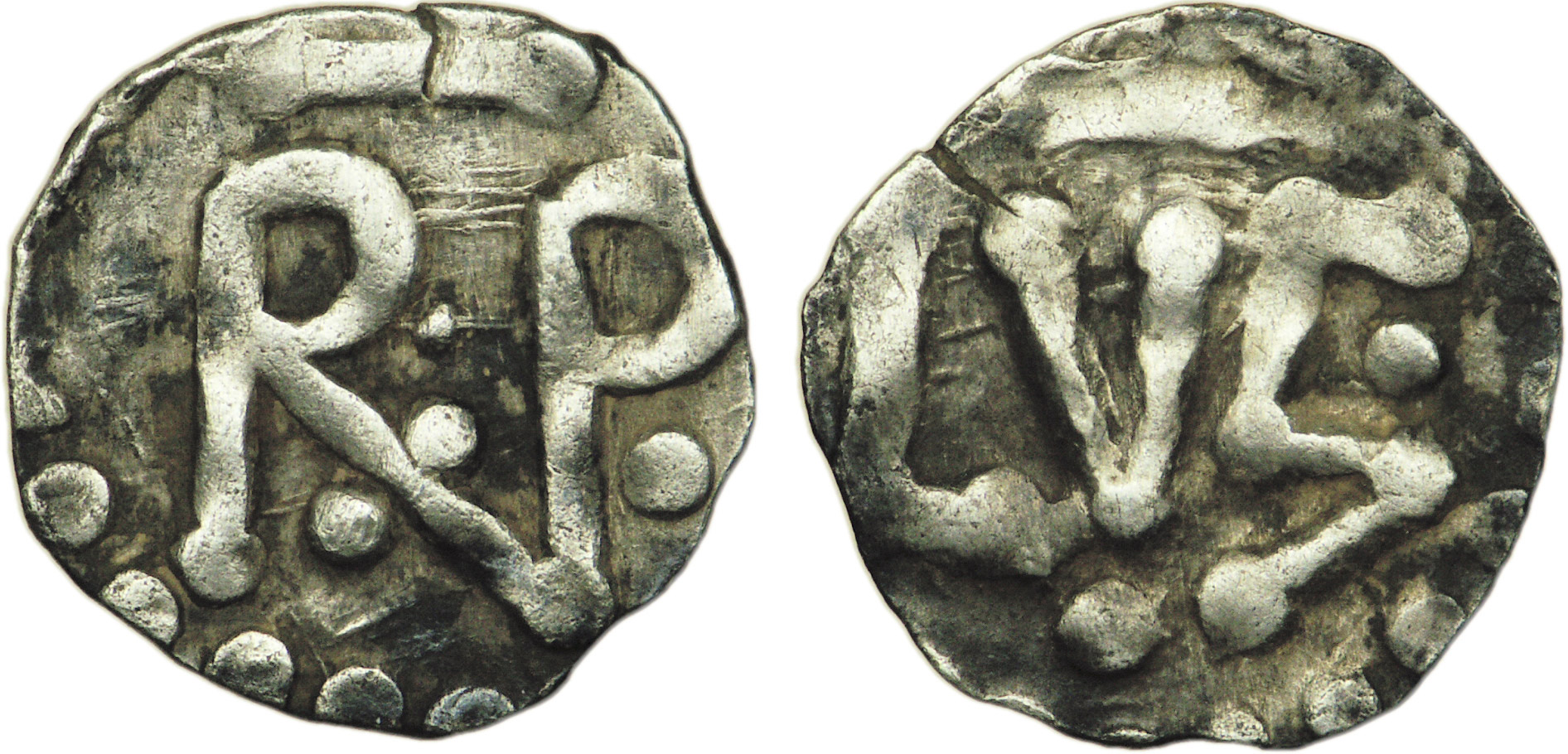
Denier de Lyon sous Pépin le Bref, légendé R[ex] P[ippinus] - LUG[dunum].

Il lutte continuellement pour asseoir son autorité aux frontières, notamment en Germanie, où depuis l'abdication de son frère Carloman en 747, il est confronté à l'opposition de son demi-frère Griffon, fils naturel de Charles Martel qui s'est fait reconnaître duc de Bavière. Vaincu, ce dernier est fait duc du Maine par Pépin, qui lui confie la marche de Bretagne, spécialement créée pour lui. Cette manière de l'éloigner des Bavarois vise à le dissuader de se révolter. Mais la mauvaise volonté de Griffon le conduit à chercher à s'allier aux Lombards. Alors qu'il va franchir les Alpes, il se fait tuer par des hommes de Pépin.
Ce dernier entreprend également une réforme monétaire, visant à uniformiser le poids et l'aspect du denier d'argent franc (le 11 juillet 755), par l'édit de Ver-sur-Launette (Oise) autrement connu comme capitulaire de Ver. Mais la marque de l'autorité royale ne figurera systématiquement sur la monnaie qu'à partir de 793, sous Charlemagne. Il instaure la dîme en 756.
Enfin, Pépin s'intéresse à la culture et au savoir grecs : entre 758 et 763, il demande au pape Paul Ier des livres écrits en grec, destinés à l'éducation de sa fille, Gisèle, et au monastère de Saint-Denis, centre de la culture carolingienne alors naissante. Paul Ier lui communique des livres liturgiques, des manuels de grammaire, d'orthographe, de géométrie, des œuvres d'Aristote et du Pseudo-Denys.

### Mort

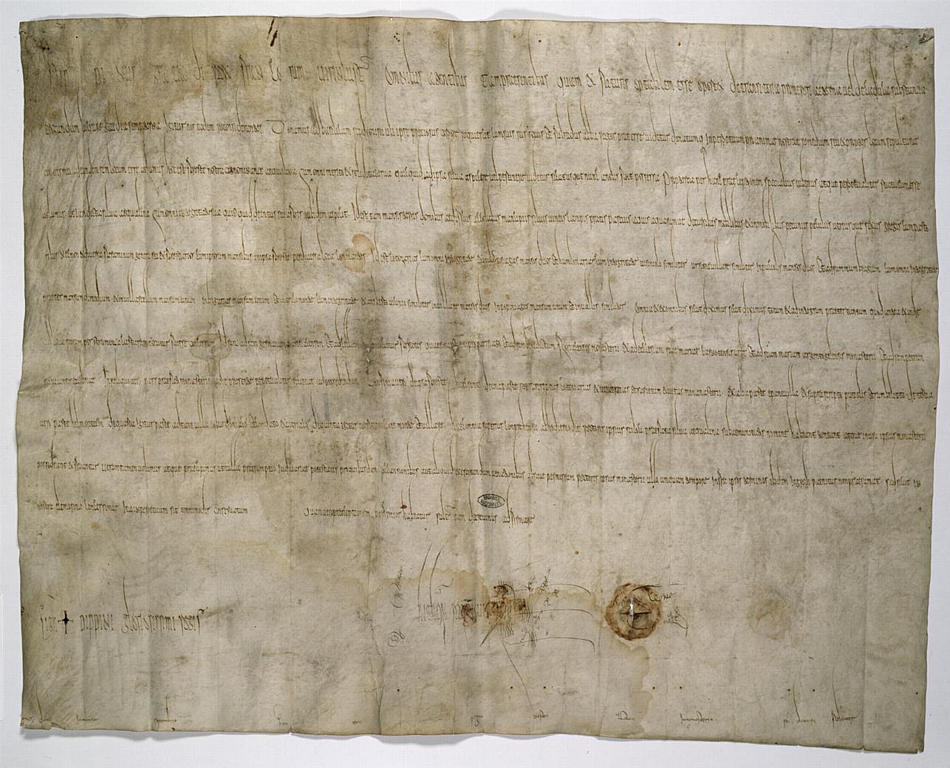
Donation de Pépin le Bref à l'abbaye de Saint-Denis en 768.

Pépin, tombé malade à Saintes, décide de se rendre à Saint-Denis en passant d'abord par Poitiers puis par Tours. Arrivé à Saint-Denis, il convoque les grands du royaume et leur fait approuver un partage de celui-ci. Il meurt d'hydropisie peu de temps après, le 24 septembre 768 à l'abbaye de Saint-Denis, après avoir partagé le royaume entre ses deux fils, Charles (futur Charlemagne) et Carloman Ier. Pépin est inhumé, face contre terre, sous le porche de l'abbatiale.
Pépin et ses fils ont été, avec l’abbé Fulrad, à l’origine de la construction de la troisième église bâtie sur le site de la basilique Saint-Denis. Mais seuls Pépin et la reine Berthe y furent inhumés. Celle-ci mourut en 783 au monastère de Choisy-au-Bac et son corps fut transporté à Saint-Denis pour reposer aux côtés de Pépin.
Charlemagne, qui sera inhumé dans la chapelle palatine d’Aix, avait toutefois exprimé en 769 le vœu d’être enterré auprès de ses parents et de son grand-père, à Saint-Denis.
Vers 835, l’empereur Louis le Pieux déclara que, selon un titulus de l’abbaye, Pépin aurait demandé à être enseveli devant l’entrée de l’église (ante limina basilicae sacrorum martyrum) en signe d’humilité. Suger répéta l’histoire en expliquant que Pépin avait été enterré comme il le souhaitait « au seuil des portes, prostré et non couché sur le dos, à cause des péchés de son père Charles Martel ». Les pas des fidèles entrant dans l’édifice devaient ainsi piétiner la tombe royale.
À la raison donnée par Louis le Pieux et Suger s'ajoutent peut-être les objections soulevées au VIIIe siècle contre l’inhumation à l’intérieur des églises, objections vaines car la pratique s'imposa.
Suger précise que pour construire son massif occidental, il dut détruire l’agrandissement que Charlemagne — qui fut lui-même enterré in porticu ecclesiae à Aix-la-Chapelle — aurait fait construire pour abriter la tombe de son père Pépin le Bref. Au début du XIXe siècle, Napoléon Ier ordonna de rehausser le niveau du dallage sous le massif occidental de façon à créer deux escaliers d’accès à l’extérieur comme à l’intérieur de l’édifice. À cette occasion, en creusant, on découvrit alors un peu plus à l’est un sarcophage à l’emplacement approximatif désigné par Suger, exactement dans l'axe de l'église et sous l’entrée de l’ancien édifice. Alexandre Lenoir pensa avoir retrouvé la tombe primitive du premier roi carolingien et fit un relevé du sarcophage. Néanmoins, il reconnut qu’il n’avait aucune preuve formelle confirmant son hypothèse. On ne sait ce que devint ce sarcophage. De nouvelles fouilles pourraient permettre d'apporter de nouveaux éléments.

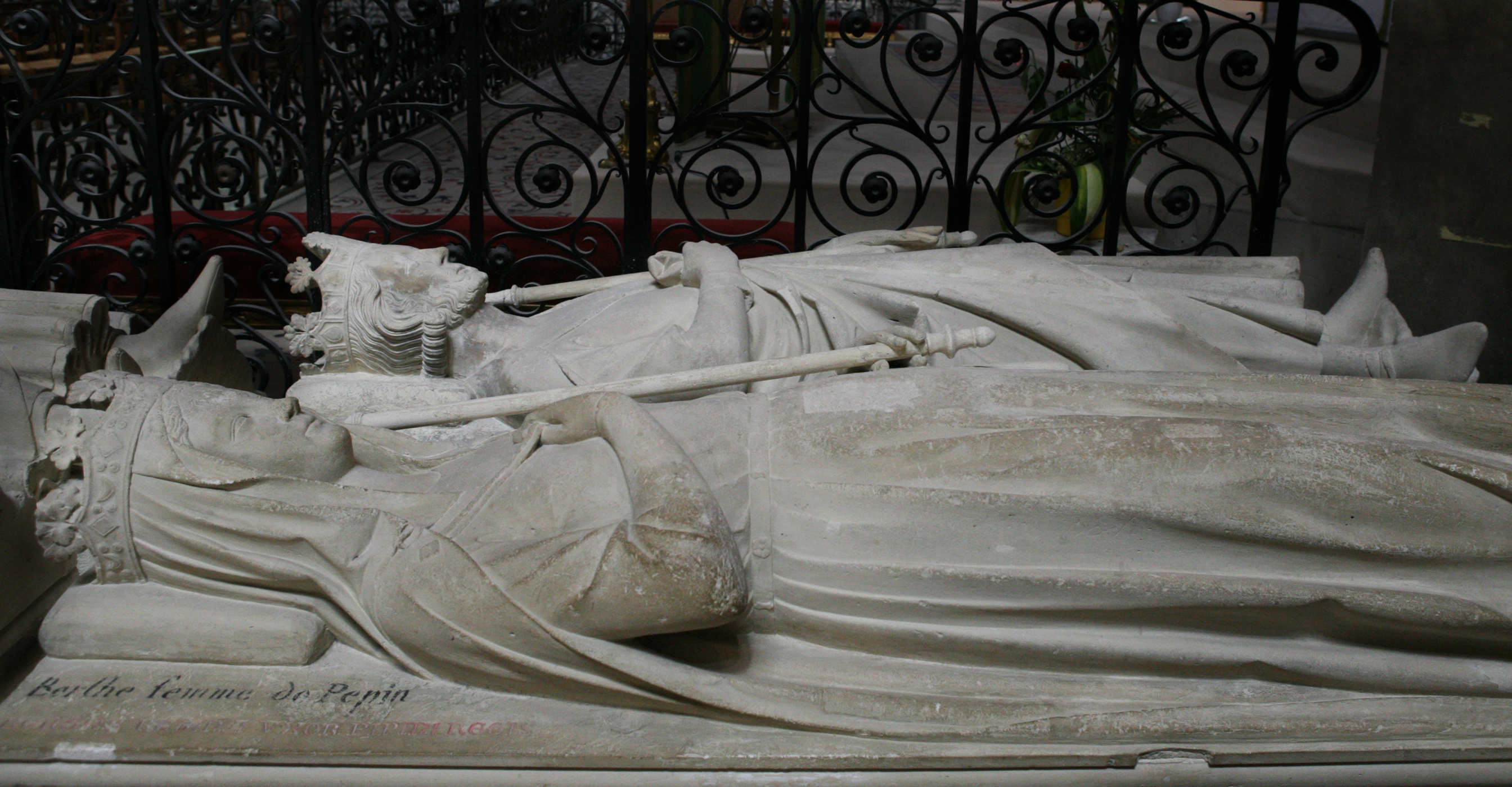
Gisants de Pépin et Bertrade de Laon dans la basilique Saint-Denis.

 Au XIIIe siècle, les restes supposés de Pépin et de son père Charles furent ramenés sous la croisée du nouveau transept pour y recevoir les gisants qu'on voit encore de nos jours. Entre la translation des cendres royales, ordonnée par Louis IX et effectuée en deux campagnes durant l’année 1264, et la dédicace des nouveaux tombeaux en 1267, trois ans s’étaient écoulés permettant la commande et la réalisation des monuments funéraires.
Ces effigies idéalisées ne sont pas réalistes — il n'existe aucun portrait du couple — et en outre les gisants sont conçus comme des figures en pied malgré leur position horizontale.

## Chronologie

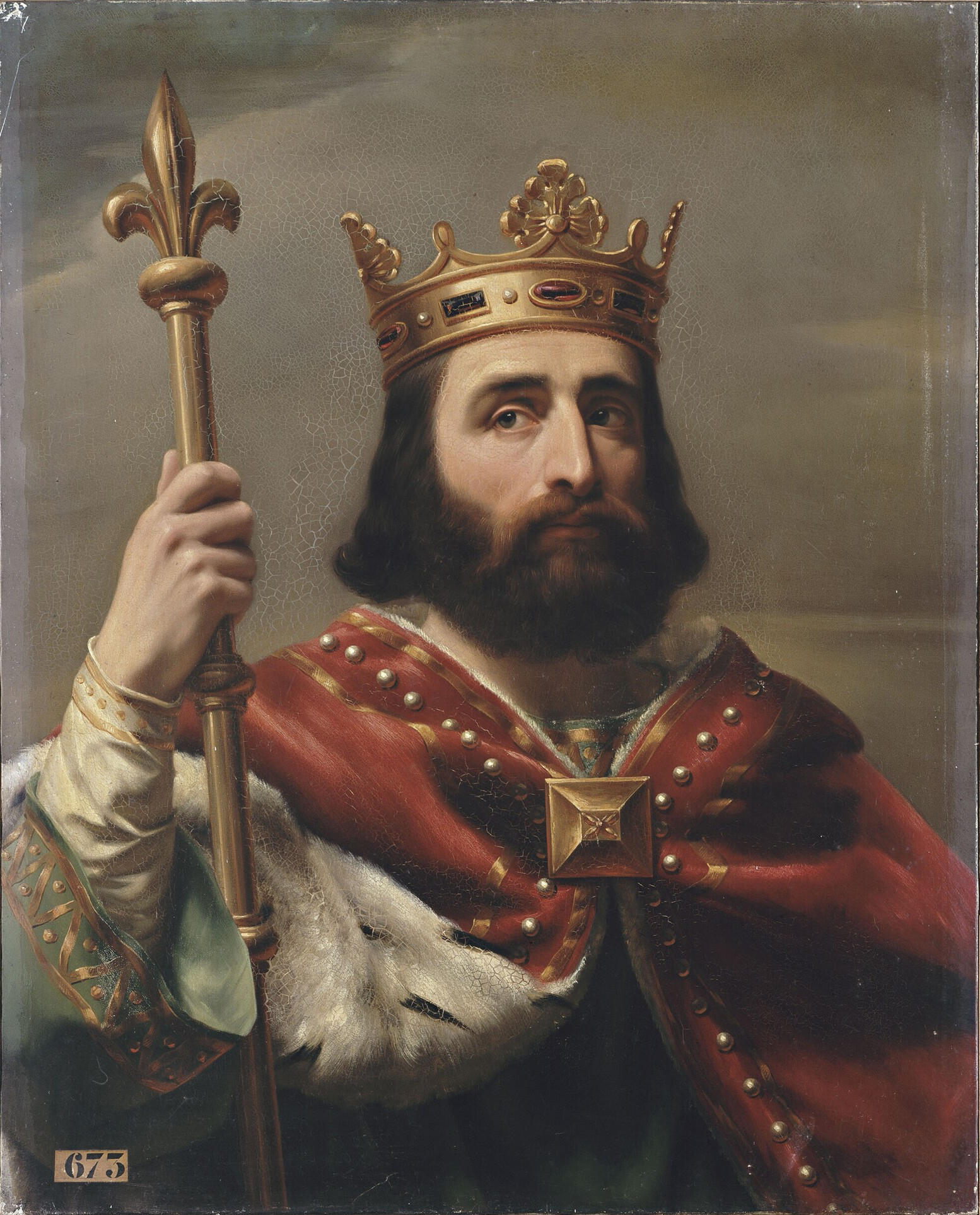
Vue d'artiste de Pépin le Bref (peinture de Louis-Félix Amiel commandée par Louis-Philippe pour le musée de l'Histoire de France en 1837).

- 714 ou 715 : naissance de Pépin, fils de Charles Martel.
- 737 : il épouse Leutburgie (avec qui il aura 5 enfants)
- 741 : il devient à 26 ans maire du palais de Neustrie à la mort de son père.
- 743 : Pépin sort Childéric III du monastère où il était enfermé depuis 737, pour le faire monter sur le trône.
- 744 : il organise le concile de Soissons qui mettra en place une hiérarchie au sein du clergé franc, à la tête de laquelle on trouve Boniface.
- 744 : il épouse Bertrade de Laon (Berthe au Grand Pied).
- 747 : son frère Carloman choisit la vie monastique, et cède la mairie d'Austrasie à son fils Drogon. Il est finalement écarté du pouvoir en 753 par Pépin devenu roi.
- 751 : Pépin dépose Childéric III, et se fait élire roi en novembre à Soissons, par acclamations par l'assemblée de grands du royaume.
- 754 : le nouveau pape Étienne II vient lui demander son aide militaire contre les Lombards qui menacent Rome, et le sacre roi à Saint-Denis le 28 juillet. En octobre, Pépin envoie une délégation auprès des Lombards mais sans succès.
- 755 : Pépin lance contre les Lombards une première expédition victorieuse.
  - Édit de Ver instaurant la réforme monétaire.
- 756 : deuxième campagne contre les Lombards.
  - Instauration de la dîme en faveur du clergé
  - Adoption du denier en argent.
- 757 : troisième campagne contre les Lombards.
- 757 : convocation du concile de Compiègne
- 758 : quatrième campagne contre les Lombards, lors de laquelle il parvint finalement à les repousser hors de l'exarchat de Ravenne.
- 759 : il chasse définitivement les Arabes de la Septimanie et reprend Narbonne.
- 761 : première campagne d'une série de huit contre le duc Waïfre d'Aquitaine, dernière en 768.

Au cours de sa campagne de 761, Pepin le Bref ravage l'Auvergne et brûle une partie de sa capitale Arvernis (aujourd'hui Clermont-Ferrand). Il détruit la cathédrale Notre-Dame[pas clair] et doit verser des sommes considérables pour sa réédification afin de ne pas être excommunié.
- 768 : mort du roi Pépin le Bref, le 24 septembre, à l'abbaye Saint-Denis.

## Mariage et descendance
Du mariage de Pépin le Bref avec Bertrade de Laon sont nés :
- Charles, le futur Charlemagne (742 ou 748-814), roi des Francs (768), roi des Lombards (774), empereur d'Occident (800) ;
- Carloman (751-771), roi des Francs (768) ;
- Gisèle (757-811), abbesse de Chelles ;
- Pépin (756-762) ;
- Berthe ;
- Rothaïde ;
- sainte Isbergue(s), selon la légende (voir Isbergues (commune)) ; certains historiens considèrent qu'elle n'était autre que Gisèle[41] ;
- Adélaïde.

### Télévision
- Charlemagne, le prince à cheval, téléfilm franco-italo-germano-luxembourgeois en trois parties, réalisé par Clive Donner, et diffusé la première fois sur France 2 en 1993, avec André Oumansky dans le rôle de Pépin le Bref.